# Айбайтарка
Айбайтарка (устар. Ай-Бай-Тарка) — река в России, протекает в Ямало-Ненецком АО. Устье реки находится в 272 км по правому берегу реки Хадуттэ. Длина реки составляет 44 км.

## Притоки (км от устья)
- 4 км: река Хасъяха (пр)
- 10,2 км: река без названия
- 10,8 км: река без названия
- 16 км: река Оликуайбайтарка (лв)

## Данные водного реестра
По данным государственного водного реестра России относится к Нижнеобскому бассейновому округу, водохозяйственный участок реки — Пур, речной подбассейн реки — подбассейн отсутствует. Речной бассейн реки — Пур.
Код объекта в государственном водном реестре — 15040000112115300062705.